# José Antonio Garrido Nataren
José Antonio Garrido Nataren (Cosoleacaque, Veracruz, 13 de junio de 1952) es un ingeniero mexicano, actualmente se desempeña como profesor investigador en el Instituto Tecnológico de Veracruz.

## Estudios
Desde muy joven destacó en el ámbito académico cursando el bachillerato en la Escuela Secundaria y de Bachilleres Oficial de Minatitlán, ESBOM, donde destacó como excelente alumno. Posteriormente forjó su identidad tecnológica estudiando la carrera de ingeniería Industrial en Mecánica en el Instituto Tecnológico de Veracruz. Realizó el doctorado en Informática Aplicada por la École Nationale Supérieure de Techniques Avancées (ENSTA) con la tesis doctoral “MGIT Un Modeleur Géométrique Interactif Tridimensionnel” en junio de 1981. Durante sus años de estudiante de doctorado en Francia, residió en la Ciudad internacional universitaria de París en la casa de México, en la casa de Líbano y en la Fundación Helénica.

## Industria
Fue fundador y director general de la Compañía DynaData especializada en soluciones CAD para la industria eléctrica y automotriz. También fue investigador en 1978 en el Centro de Investigaciones en Biomédica Aplicada ADERSA-GERBIOS de Velizay-Villacoublay, Francia y en el de Centro de Concepción y de Fabricación Asistidos por Computadora CPAO en Palaiseau, Francia. Representó a la Subsecretaría de Educación e Investigación Tecnológicas ante la Université Radiophonique et Televisuelle Internationale URTI en París, Francia.

## Docencia
Como docente, desde 1981 es profesor de tiempo completo en el Instituto Tecnológico de Veracruz. También ha sido profesor invitado en la École nationale des ponts et chaussées ENPC y conferencista sobre temas de Concepción Asistida por Computadora CAD, creatividad industrial, incubadoras de empresas y lanzamiento de actividades empresariales (start-up) en universidades, centros de educación superior y grandes escuelas de ingeniería en México y Francia.

## Puestos académicos
En la Secretaria de Educación Pública SEP fue director del Instituto Tecnológico de Pachuca ITP y del Instituto Tecnológico de Veracruz. y subdirector de Graduados e Investigación de la Dirección General de Institutos Tecnológicos DGEST.

## Publicaciones
- Editor Fundador de la revista “GESTIÓN TECNOLÓGICA” órgano de difusión de ciencia y tecnología de la Dirección General de Institutos Tecnológicos, 1987.
- Editor Fundador de la revista “FACTOR TECNOLÓGICO”, órgano de difusión de ciencia y tecnología del Instituto Tecnológico de Pachuca Hidalgo, 1984.
- Tesis doctoral “MGIT Un Modeleur Géométrique Interactif Tridimensionnel”, junio de 1981.
- Publicación “Construction Interactive de Volumes”, Jornadas de la Producción de la ADEPA junio de 1981. Toulouse, Francia.
- Estudio “Identificación de Procesos Industriales por el Método del Modelo”. Compañía ADERSA/GERBIOS. Velizay-Villacoublay, Francia. Grupo de Estudios en Bio-Sistemas, junio de 1979.
- Tesis de Ingeniería “Decisiones Económicas y Administrativas ante Variaciones del Nivel de Operación de una Empresa”. Instituto Tecnológico de Veracruz, 1977.